# Deir el-Balah (camp)
Ne doit pas être confondu avec la ville de Deir el-Balah
Le camp de Deir el-Balah (arabe : مخيّم دير البلح) est un camp de réfugiés palestiniens situé à un kilomètre au nord ouest du centre de Deir el-Balah (bande de Gaza), ville dont il fait partie. 
Le camp a été établi pour servir de refuge à 9 000 réfugiés pendant la guerre israélo-arabe de 1948. Au début, les réfugiés habitaient dans des tentes, puis dans des maisons en boue séchée. Les bâtiments sont maintenant construits en béton, et le camp comporte cinq bâtiments scolaires accueillant dix écoles en alternance. Le centre de distribution de nourriture est partagé avec le camp de Maghazi. 
Le camp de Deir el-Balah est le plus petit des camps de réfugiés de la bande de Gaza, et compte plus de 21 000 personnes en 2011.
Au moins 30 personnes meurent et une centaine sont blessées dans un bombardement de l'armée israélienne sur une école du camp de réfugiés le 27 juillet 2024.